# Campeonato Mundial de Esqui Estilo Livre de 2019 - Slopestyle masculino
A prova do slopestyle masculino do Campeonato Mundial de Esqui Estilo Livre de 2019 foi realizada no dia 6 de fevereiro na cidade de Park City,  em Utah, nos Estados Unidos. 

## Medalhistas
| Ouro              | Prata           | Bronze             |
| James Woods (GBR) | Birk Ruud (NOR) | Nick Goepper (USA) |

## Resultados
Um total de 47 esquiadores participaram da competição.  A prova ocorreu dia 5 de fevereiro com inicio às 15:35. Os 5 melhores de cada bateria avançaram para a final.

### Qualificação
Bateria 1
| Pos. | Bib | Nome                   | Nacionalidade  | Corrida 1   | Corrida 2   | Melhor      | Notas       |
| ---- | --- | ---------------------- | -------------- | ----------- | ----------- | ----------- | ----------- |
| 1    | 4   | Nick Goepper           | Estados Unidos |             |             | 91.25       | Q           |
|      | 5   | Colin Wili             | Suíça          |             |             | 90.00       | Q           |
|      | 16  | Birk Ruud              | Noruega        |             |             | 89.25       | Q           |
| 3    | 8   | James Woods            | Grã-Bretanha   |             |             | 89.00       | Q           |
| 4    | 5   | Mac Forehand           | Estados Unidos |             |             | 86.25       | Q           |
| 5    | 25  | Aleksi Patja           | Finlândia      |             |             | 85.00       | Q           |
| 6    | 17  | Fabian Bösch           | Suíça          | 47.75       | 83.25       | 83.25       |             |
| 7    | 51  | Kiernan Fagan          | Estados Unidos | 81.25       | 3.75        | 81.25       |             |
| 8    | 37  | Joona Kangas           | Finlândia      | 77.25       | 35.50       | 77.25       |             |
| 9    | 9   | Philippe Langevin      | Canadá         | 74.25       | 32.50       | 74.25       |             |
| 10   | 45  | Dmitrii Makarov        | Rússia         | 72.25       | 23.50       | 72.25       |             |
| 11   | 1   | Øystein Bråten         | Noruega        | 51.75       | 66.75       | 66.75       |             |
| 12   | 32  | Taisei Yamamoto        | Japão          | 66.00       | 54.25       | 66.00       |             |
| 13   | 49  | Jacob Tapper-Norris    | Nova Zelândia  | 30.75       | 64.00       | 64.00       |             |
| 14   | 29  | Javier Lliso           | Espanha        | 35.75       | 61.25       | 61.25       |             |
| 15   | 28  | Lukas Müllauer         | Áustria        | 8.00        | 52.00       | 52.00       |             |
| 16   | 21  | Jesper Tjäder          | Suécia         | 49.50       | 9.25        | 49.50       |             |
| 17   | 36  | Chris McCormick        | Grã-Bretanha   | 44.50       | 22.00       | 44.50       |             |
| 18   | 33  | Mees van Lierop        | Países Baixos  | 13.75       | 42.75       | 42.75       |             |
| 19   | 46  | Vojtěch Břeský         | Chéquia        | 40.50       | 16.50       | 40.50       |             |
| 20   | 41  | Benjamin Garces        | Chile          | 31.75       | 36.75       | 36.75       |             |
| 21   | 50  | Peter Lengyel          | Eslováquia     | 30.25       | DNS         | 30.25       |             |
| 22   | 20  | Antoine Adelisse       | França         | 18.00       | 28.25       | 28.25       |             |
| 23   | 42  | Francisco Salas        | Chile          | 20.25       | 6.50        | 20.25       |             |
| 24   | 13  | Evan McEachran         | Canadá         | Não começou | Não começou | Não começou | Não começou |
| 24   | 24  | Alex Beaulieu-Marchand | Canadá         | Não começou | Não começou | Não começou | Não começou |

Bateria 2
| Pos. | Bib | Nome                     | Nacionalidade  | Corrida 1 | Corrida 2 | Melhor | Notas |
| ---- | --- | ------------------------ | -------------- | --------- | --------- | ------ | ----- |
| 1    | 11  | Oscar Wester             | Suécia         |           |           | 92.25  | Q     |
| 3    | 22  | Jonas Hunziker           | Suíça          |           |           | 87.75  | Q     |
| 4    | 7   | Henrik Harlaut           | Suécia         |           |           | 86.75  | Q     |
| 5    | 23  | McRae Williams           | Estados Unidos |           |           | 85.25  | Q     |
| 6    | 6   | Ferdinand Dahl           | Noruega        | 74.75     | 78.75     | 78.75  |       |
| 7    | 34  | Florian Preuß            | Alemanha       | 25.00     | 77.50     | 77.50  |       |
| 8    | 2   | Oliwer Magnusson         | Suécia         | 76.00     | 16.75     | 76.00  |       |
| 9    | 15  | Finn Bilous              | Nova Zelândia  | 34.75     | 75.75     | 75.75  |       |
| 10   | 18  | Kim Gubser               | Suíça          | 71.25     | 75.50     | 75.50  |       |
| 11   | 19  | Sebastian Schjerve       | Noruega        | 74.00     | 65.00     | 74.00  |       |
| 12   | 30  | Elias Syrjä              | Finlândia      | 25.25     | 71.25     | 71.25  |       |
| 13   | 47  | Orest Kovalenko          | Ucrânia        | 58.75     | 68.25     | 68.25  |       |
| 14   | 26  | Benoît Buratti           | França         | 23.25     | 63.00     | 63.00  |       |
| 15   | 43  | Mateo Bonacalza          | Argentina      | 15.00     | 52.00     | 52.00  |       |
| 16   | 27  | Vincent Maharavo         | França         | 16.25     | 48.00     | 48.00  |       |
| 17   | 40  | Šimon Bartík             | Chéquia        | 46.50     | 4.00      | 46.50  |       |
| 18   | 3   | Alex Hall                | Estados Unidos | 41.50     | 27.00     | 41.50  |       |
| 19   | 48  | Rasmus Dalberg Jørgensen | Dinamarca      | 21.00     | 33.75     | 33.75  |       |
| 20   | 35  | Vincent Veile            | Alemanha       | 33.50     | 7.75      | 33.50  |       |
| 21   | 10  | Teal Harle               | Canadá         | 29.00     | 11.50     | 29.00  |       |
| 22   | 31  | Samuel Baumgartner       | Áustria        | 27.25     | 28.00     | 28.00  |       |
| 23   | 44  | Nahuel Medrano           | Argentina      | 20.75     | 22.50     | 22.50  |       |
| 24   | 39  | Eetu Rintamaa            | Finlândia      | 7.25      | 18.75     | 18.75  |       |

### Final
A final foi iniciada às 14:45. 
| Pos.              | Bib | Nome           | Nacionalidade  | Corrida 1 | Corrida 2 | Corrida 3 | Melhor |
| ----------------- | --- | -------------- | -------------- | --------- | --------- | --------- | ------ |
| Medalha de ouro   | 8   | James Woods    | Grã-Bretanha   | 56.51     | 86.68     | 22.48     | 86.68  |
| Medalha de prata  | 16  | Birk Ruud      | Noruega        | 47.76     | 85.40     | 9.91      | 85.40  |
| Medalha de bronze | 4   | Nick Goepper   | Estados Unidos | 84.46     | 34.78     | 85.18     | 85.18  |
| 4                 | 5   | Mac Forehand   | Estados Unidos | 70.30     | 83.30     | 24.40     | 83.30  |
| 5                 | 7   | Henrik Harlaut | Suécia         | 13.51     | 82.70     | 36.65     | 82.70  |
| 6                 | 12  | Colin Wili     | Suíça          | 23.93     | 79.06     | 81.81     | 81.81  |
| 7                 | 23  | McRae Williams | Estados Unidos | 76.28     | 33.45     | 42.91     | 76.28  |
| 8                 | 22  | Jonas Hunziker | Suíça          | 25.68     | 73.43     | 27.26     | 73.43  |
| 9                 | 25  | Aleksi Patja   | Finlândia      | 29.65     | 44.55     | 33.16     | 44.55  |
| 10                | 11  | Oscar Wester   | Suécia         | 33.11     | 30.25     | 2.36      | 33.11  |

Legenda
| Recorde mundial       | Recorde mundial (World record)               |                       | Recorde africano                      | Recorde africano (African) |                                           | Q | Classificado por posição (Qualified) |
| Recorde do campeonato | Recorde do campeonato (Championship record)  | Recorde da América    | Recorde da América (Americas)         | q                          | Classificado por melhor tempo (Qualified) |   |                                      |
| Melhor marca do ano   | Melhor marca do ano (World leading)          | Recorde asiático      | Recorde asiático (Asian)              | DNS                        | Não largou (Did not start)                |   |                                      |
| Recorde nacional      | Recorde nacional (National record)           | Recorde europeu       | Recorde europeu (European)            | DNF                        | Não terminou (Did not finish)             |   |                                      |
| Recorde pessoal       | Recorde pessoal do atleta (Personal best)    | Recorde da Oceania    | Recorde da Oceania (Oceania)          | DSQ / DQ                   | Desclassificado (Disqualified)            |   |                                      |
| Recorde da temporada  | Recorde da temporada do atleta (Season best) | Recorde sul-americano | Recorde sul-americano (South America) | NM                         | Sem marca (No mark)                       |   |                                      |